# Ding Baozhen
Ding Baozhen, född 1820, död 1886, var en framstående kinesisk ämbetsman under den sena Qingdynastin.

## Karriär
Sedan han erhållit jinshi, den högsta examen i det kejserliga examensväsendet, 1853 valdes han in i den prestigefyllda Hanlinakademin. Han innehöll därefter en rad viktiga befattningar som prefekt i Yuezhou och provinsdomare i Shaanxi. Under de kaotiska 1850- och 1860-talen spelade han också en nyckelroll i att undertrycka olika uppror i hemprovinsen Guizhou och i norra Kina, där Nian-upproret härjade.
Ett av hans viktigaste uppdrag var som guvernör för Shandong (1867–1876), där han bland annat utmärkte sig genom att arrestera änkekejsarinnan Cixis favoriteunuck An Dehai för korruption. Åren 1876–1886 var han generalguvernör för Sichuan, där han arbetade med att restaurera Dujiangyans bevattningssystem och att reformera skatteväsendet i provinsen.

## Kuriosa
Ding Baozhen är farfar till geologen Ding Daoheng som samarbetade med Sven Hedin och som är känd för att ha upptäckt mineralfyndigheterna i Bayan Obo.
I västvärlden är han kanske mest känd för ha gett namn åt den populära rätten Gongbao jiding. Hans titel var Gōngbǎo (宮保), eller "beskyddare av kejsarpalatset", vilket maträttens namn anspelar på.